# 中国驻康斯坦察总领事馆
中华人民共和国驻康斯坦察总领事馆（羅馬尼亞語：Consulatul General al Republicii Populare Chineze la Constanta），简称中国驻康斯坦察总领事馆，是中华人民共和国派驻罗马尼亚康斯坦察的最高级别外交机构。领区包括康斯坦察县、图尔恰县、加拉茨县和布勒伊拉县。

## 历史沿革
1978年8月21日，中华人民共和国与罗马尼亚政府达成在康斯坦察设立总领事馆的协议。1985年12月16日，驻康斯坦察总领事馆正式开馆。2017年6月30日，驻康斯坦察总领事馆暂时闭馆。